# Heimatstil

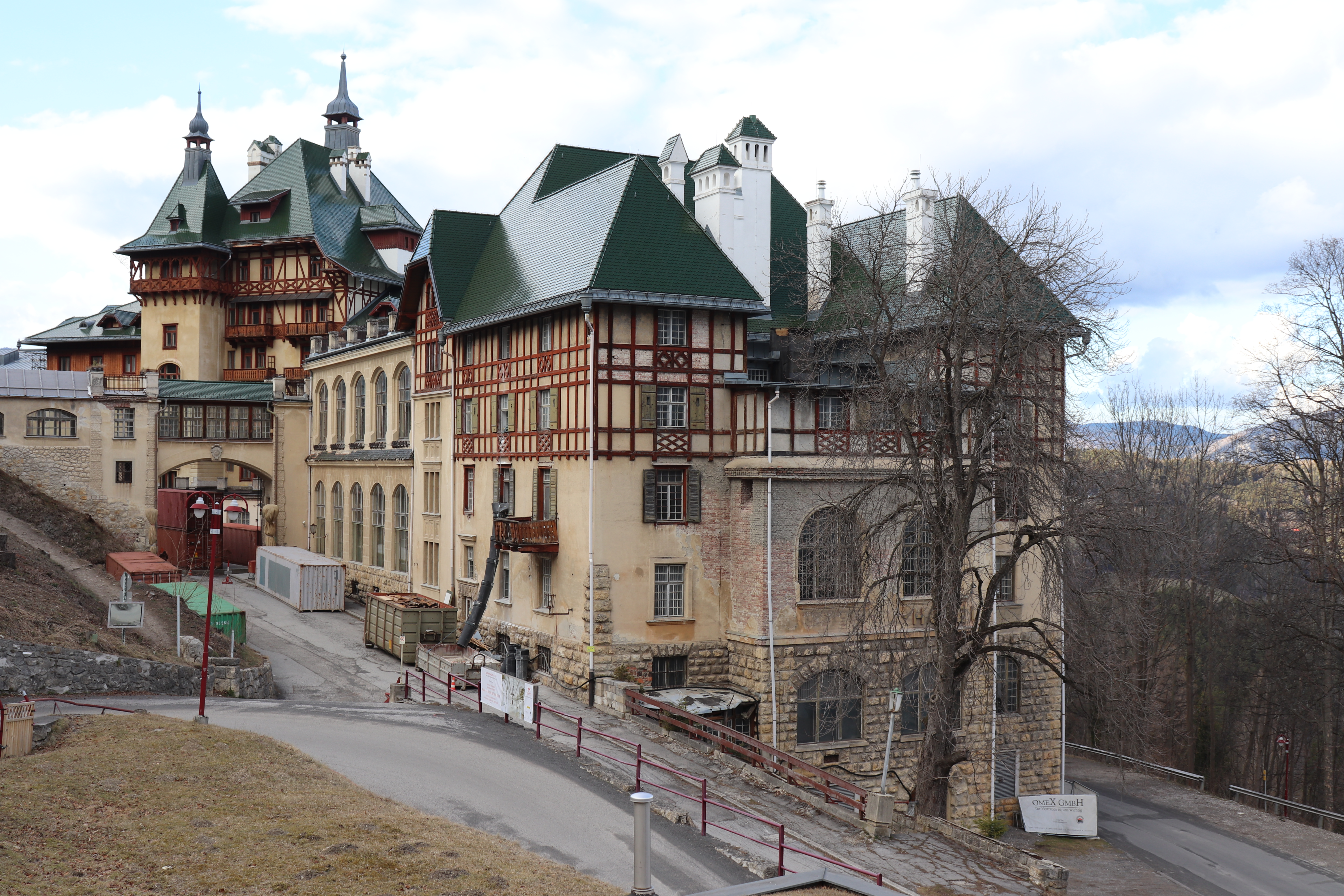
Das im Heimatstil erbaute Südbahnhotel in Semmering

Der Heimatstil ist ein Architekturstil, der auf ländliche und auch regionale Architekturformen zurückgreift. Er entwickelte sich ab den 1870er Jahren.
„Heimatstil“ ist auch eine alternative Bezeichnung für die Heimatschutzarchitektur, ein Reformstil der ersten Hälfte des 20. Jahrhunderts, woraus sich eine gewisse terminologische Verwirrung ergibt. In der Schweiz wird der Begriff ausschließlich in diesem Sinn gebraucht. In manchen Regionen sind die Übergänge auch fließend.
In diesem Artikel wird der Heimatstil im Sinne des Späthistorismus behandelt.

## Bezeichnungen
Im deutschsprachigen Raum finden sich auch die Bezeichnungen Fachwerkstil, Laubsägestil, Schweizerhausstil, Tirolerhausstil, Schweizer Holzstil sowie englischer Reformstil, daneben seltener auch Chaletstil und vereinzelt in einer Rückübertragung Norwegerstil. Diese Bezeichnungen sind unscharf und ohne klare Definitionen, jedoch nicht wahllos austauschbar, sondern können zumindest tendenziell an einzelnen Elementen festgemacht werden und dienen so auch einer, wenn auch nicht genauen Unterteilung innerhalb des Heimatstils.
In England ist der Heimatstil als Untergruppe des Victorian style vertreten. Er wird vorwiegend als Carpenter style bezeichnet, aber auch der Terminus Stick & shingle style ist gebräuchlich.

## Geschichte
Der Ursprung des Heimatstils liegt nicht etwa wie erwartet im bäuerlichen Umfeld der Alpen, sondern in der das Landleben und die Natur idealisierenden Romantik einerseits und in der englischen Gartenbaukunst des frühen 18. Jahrhunderts andererseits. Im Gegensatz zu den bisher streng ornamentalen Gärten des Kontinents finden sich hier nun plötzlich romantisierende Szenerien innerhalb weitläufiger Parkanlagen. Kleine Bauwerke mit gotischen Elementen, oftmals mit dekorativ entlehnten Zitaten aus der bäuerlichen Architektur versehen, sind in diesen Parks ebenso vertreten, wie etwa künstliche Ruinen. Romantisierende Landschaftsdekoration gehört jetzt zum Chic der höfischen und adeligen Gesellschaft.
Auf dem Kontinent, wie etwa in Deutschland, vor allem aber in Österreich und den Kronländern wurde dieses Phänomen begeistert aufgenommen. Für den Adel wurde dort das Tiroler oder Schweizer Bauernhaus zum Inbegriff des gesunden und natürlichen Landlebens – gepaart mit dem Attribut noblen Prestiges.

## Verbreitung

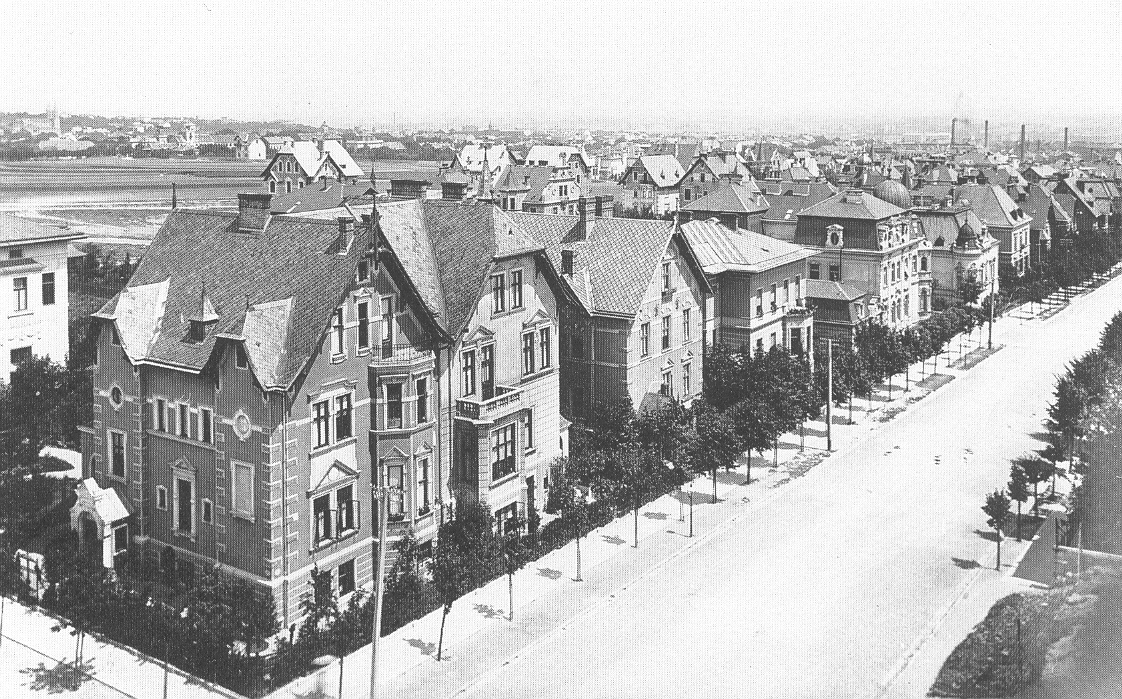
Hasenauerstraße im Wiener Cottageviertel um 1900

Plandetail eines österreichischen Einfamilienhauses mit typischen Heimatstilelementen. Furth/Gloggnitz 1897/1900

Durch den einsetzenden Tourismus und die Kultur der Sommerfrische fand der neue Stil rasche Verbreitung. Es kam dabei zu einer bunten Vermischung einzelner landschaftstypischer Baumerkmale, die Gebäude wurden sozusagen an den jeweiligen Standort angepasst und entsprechend mit Fachwerk, Buckelquadern, geschnitzten Elementen oder Fensterläden ausstaffiert.
Die aus England importierte Cottagebewegung setzte es sich zum Ziel, die Wohnqualität zu erhöhen, indem sie städtische Infrastruktur mit ländlich anmutender Architektur paarte – ganze Villenviertel im Heimatstil entstanden, wie etwa das Cottageviertel des 1872 gegründeten Cottage Vereins in Wien.
Da auch die kleinbürgerliche Schicht inzwischen schnell Gefallen an der Stilrichtung gefunden hatte, entstanden zur Jahrhundertwende nach dem Vorbild der großen Villen zusehends auch Einfamilienhäuser im Heimatstil. Dabei wurden Stilelemente wie Laubsägearbeiten, Buckelquader, Sichtsteinelemente oder Fachwerk eins zu eins auf die kleineren Baustrukturen übernommen. Auch Details wie Türmchen, verschnittene Dachlandschaft oder die Symmetrien wurden in kleinerem Maßstab umgesetzt. Seitenflügel wurden zum Beispiel auf Seitenrisalite reduziert, Türmchen wurden zu hölzernen Firstreitern. So entstanden in den städtischen Randzonen fernab von großen Namen der Architektur durchaus Kleinode von respektabler architektonischer Qualität.

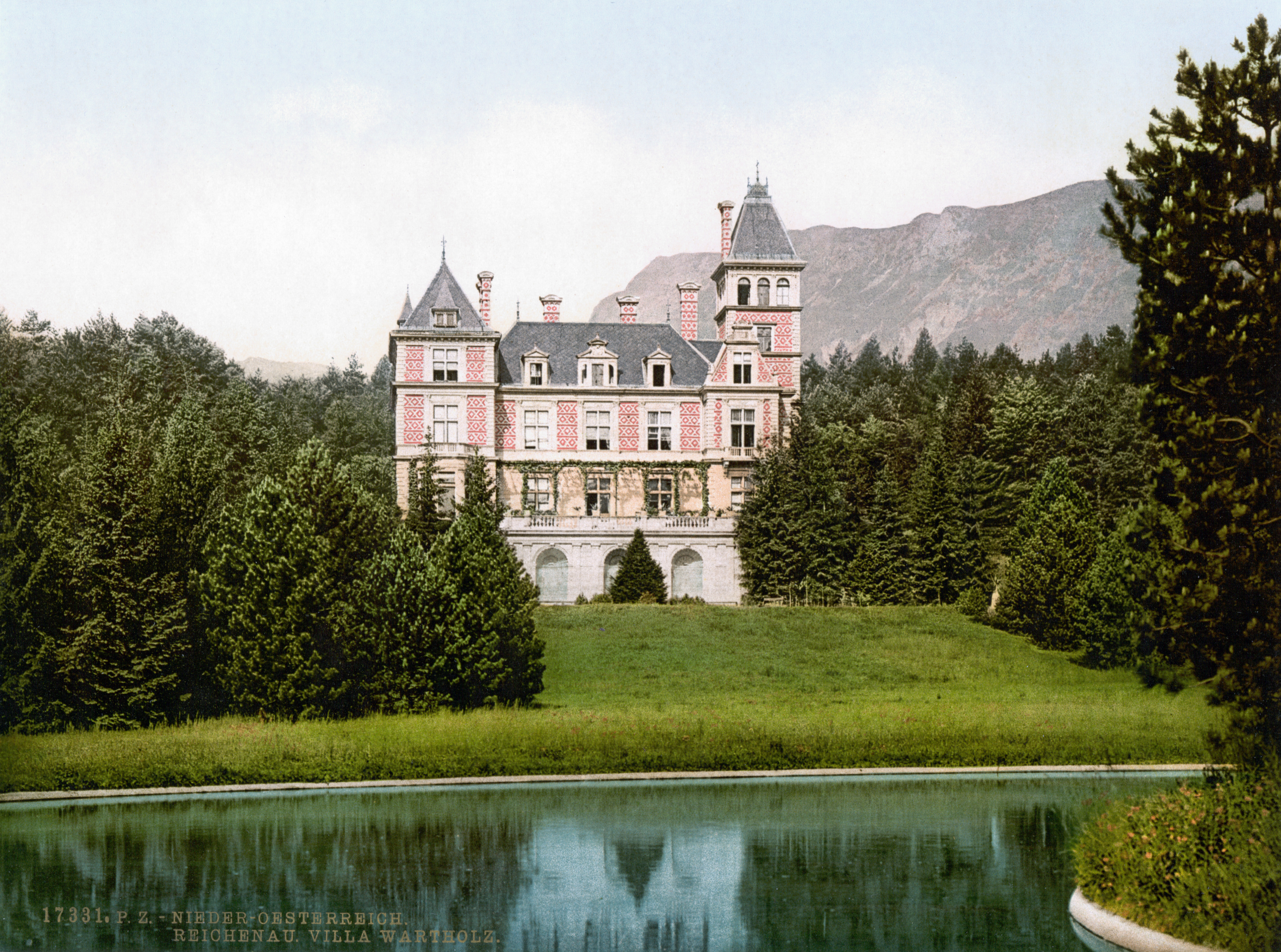
Villa Wartholz in Reichenau, Architekt Heinrich von Ferstel

Sanatorium Wienerwald um 1904

Gleichzeitig trugen die führenden Architekten, wie etwa Heinrich von Ferstel, die neue Bauform wieder zurück aufs Land. In den Kurorten der k.u.k.-Monarchie und entlang der Eisenbahnen entstanden Villen und Hotelbauten. Zu erwähnen wären hier die Villen in Reichenau an der Rax, wie etwa die Villa Hebra oder die Villa Wartholz, die Villenkolonie am Semmering, oder die Eisenbahnhotels der Südbahngesellschaft, allen voran das Südbahnhotel am Semmering.
Analog zu diesen großen und luxuriösen Hotelbauten wurden um 1900 in Österreich auch die Kuranstalten gerne im Heimatstil ausgeführt. Diese Gestaltungsform sollte an die Annehmlichkeiten eines Palasthotels erinnern und damit der Heilanstalt den medizinischen Schrecken nehmen. So waren die berühmten österreichischen Lungensanatorien des östlichen Alpenvorlandes, wie etwa das Henriette-Weiss-Sanatorium, das Sanatorium am Hochegg oder das Sanatorium Wienerwald durchgehend im Heimatstil errichtet.
Ein gutes Beispiel für Bauten des Heimatstils außerhalb der Donaumonarchie, z. B. der Schweiz, war etwa das 1895/96 errichtete Basler Sanatorium in Davos. Vergleichbar damit war das 1895 in Sachsen errichtete und Schloss Lössnitz genannte Haupthaus des dortigen Bilz-Sanatoriums.

## Weltausstellung 1873
Ein Höhepunkt des Phänomens Heimatstil war die Wiener Weltausstellung 1873. Es wurden Bauernhäuser aus fast allen Regionen des Alpenlandes nachgebaut und zur Besichtigung ausgestellt. Gleichzeitig wurden nahezu alle Gebäude und Pavillons im Sinne des Heimatstils errichtet und mit Laubsägearbeiten ausgestattet.

## Ausklang

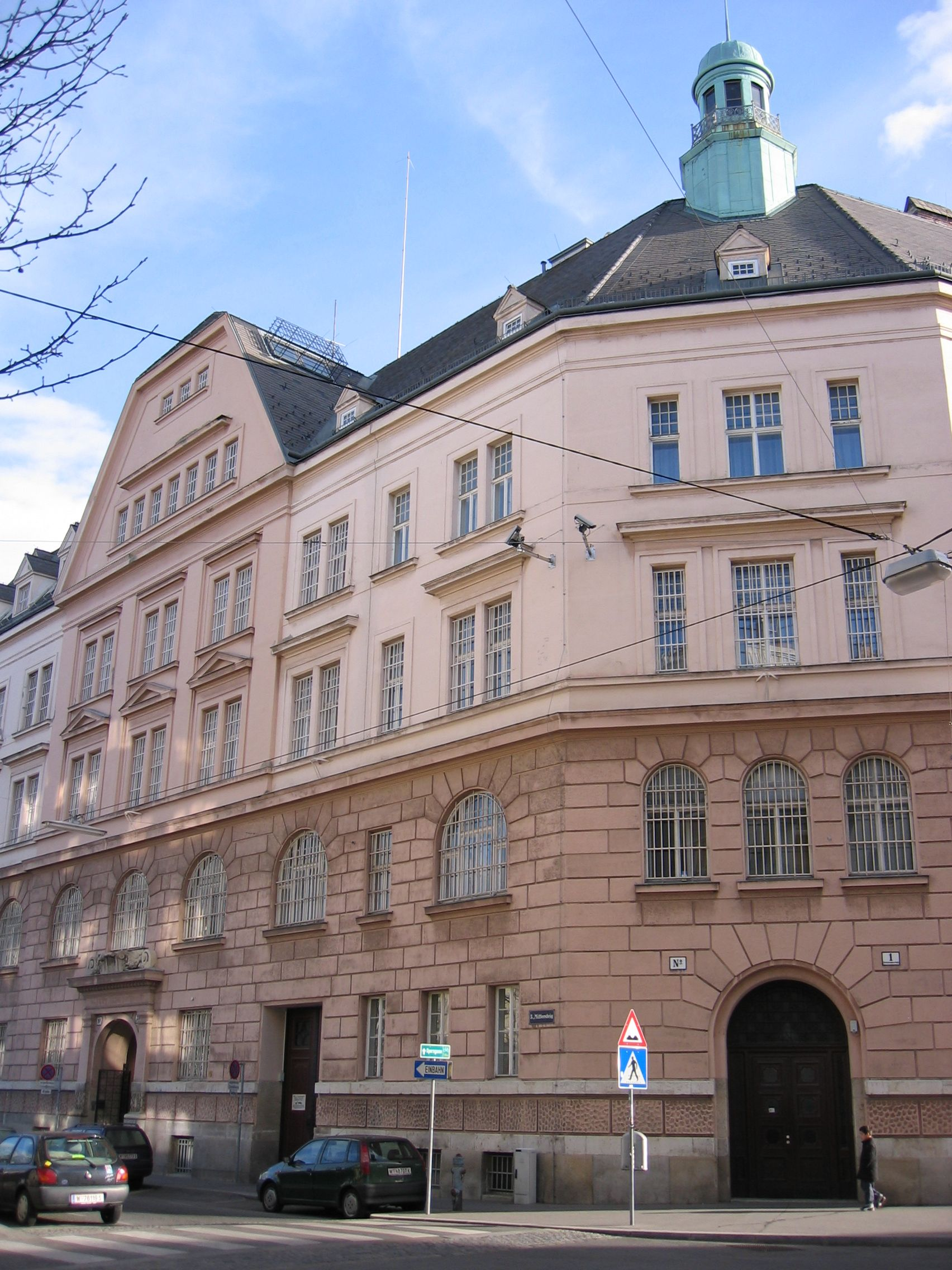
Die Justizanstalt Wien-Mittersteig, erbaut zwischen 1908 und 1910

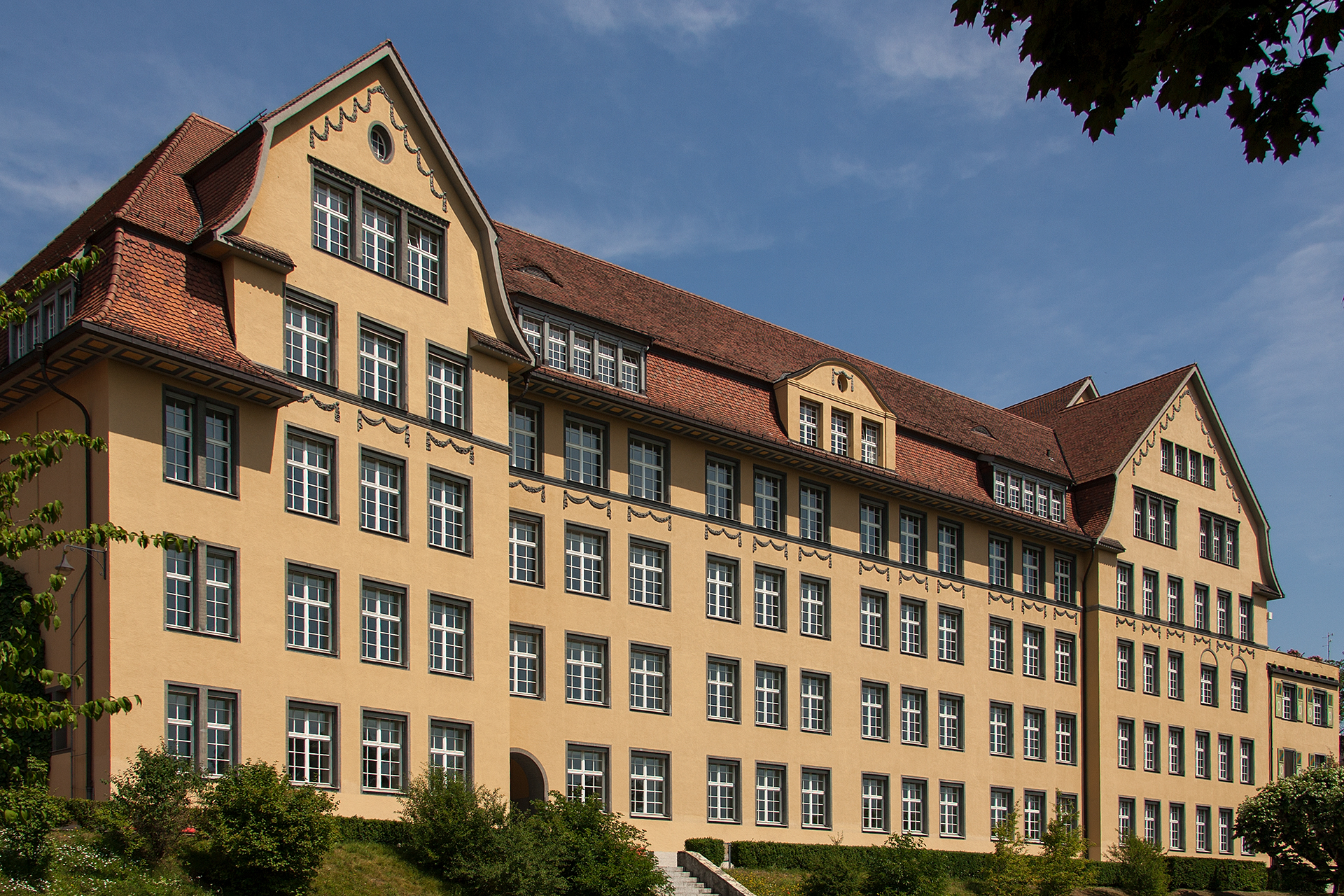
Gymnasium Alpenstrasse in Biel (Schweiz), erbaut 1908–1910

Mit Aufkeimen des Jugendstils näherte sich die Ära des Späthistorismus um 1900 ihrem Ende. Diese Tendenzen führten dazu, dass der Heimatstil im historistischen Sinne nun als altmodisch empfunden wurde. Im späten 19. Jahrhundert entstanden mehrere Gegenströmungen, die im Heimatschutzstil, einer sich als Reformstil verstehende Richtung der Moderne, gipfelten. Es entstanden aber interessante Mischformen. Eines der schönsten Beispiele dafür war die Bibliothek des Semmeringer Südbahnhotels im Trakt von 1912. Hier waren Heimatstil, Jugendstil und beginnende Moderne kombiniert.

## Skandinavien

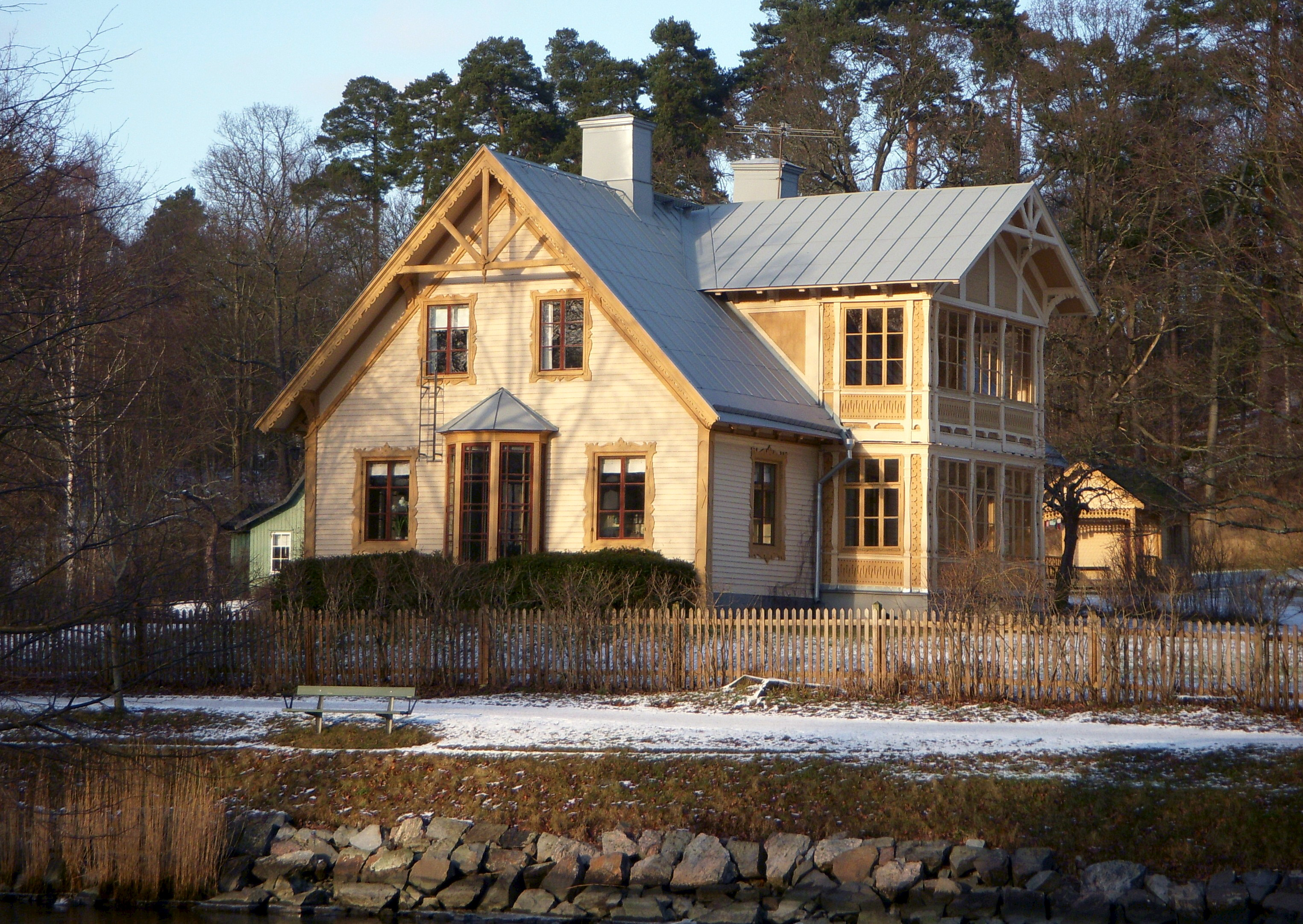
„Johansdal“ von 1881, typische Villa im Schweizerstil, Djurgården

Auch in Skandinavien, vor allem in Norwegen und Schweden, wurde der so genannte Schweizerstil (schweizerstilen) für die Gestaltung ländlicher Sommerhäuser der Oberschicht übernommen. Auch hier galt die Schweiz als Vorbild für Demokratie, Freiheit und saubere Natur. Besonders in den Stockholmer Schären finden sich zahlreiche Villen im Schweizerstil, die während der Jahre 1860 bis 1915 errichtet und oftmals von bekannten Architekten entworfen wurden. Es handelte sich hierbei anfangs um reine Sommerhäuser ohne Wärmedämmung. Architekten wie Fredrik Wilhelm Scholander und Adolf W. Edelsvärd waren treibende Kräfte hinter der Bewegung und Scholander fertigte Typzeichnungen für den Holzbau im Schweizerstil an. Eine Vermischung der traditionellen schwedischen mit der Schweizer Holzbauarchitektur kam auch vor. Typisch waren jedoch die weit auskragenden Dächer, verglaste Veranden und reich verzierte Holzdetails wie Konsolen und Geländer sowie Tür- und Fensterzargen.